# Observatoř Skalnaté pleso

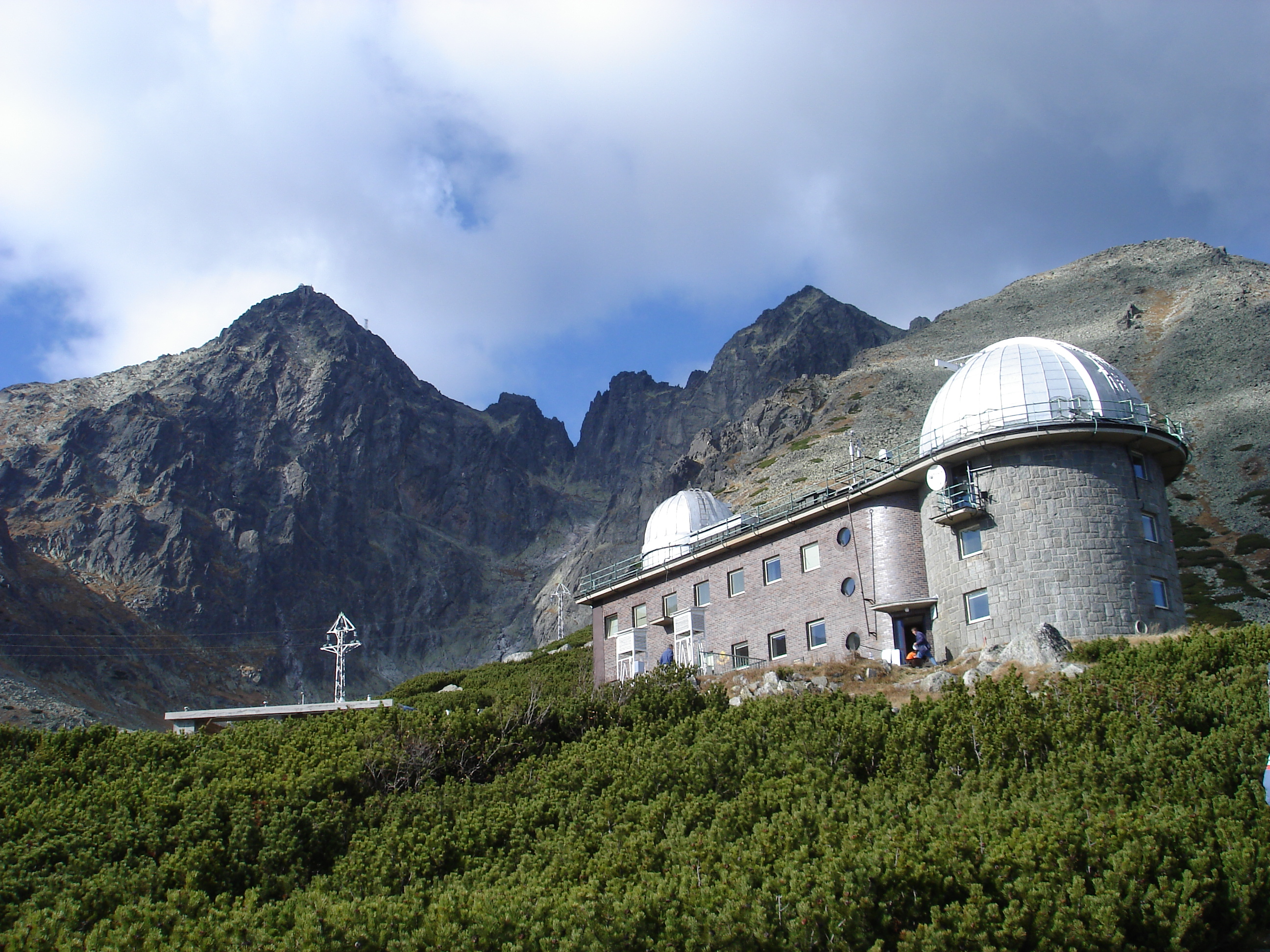
Observatoř na Skalnatém plese

Observatoř Skalnaté pleso (slovensky Observatórium Skalnaté pleso) je astronomická a meteorologická observatoř umístěná ve Vysokých Tatrách u Skalnatého plesa. Observatoř byla založena v roce 1943 Antonínem Bečvářem, který byl i jejím prvním ředitelem. Leží v nadmořské výšce 1 783 m. Je po ní pojmenována planetka (2619) Skalnaté Pleso.

## Charakteristika
Objekt je dvoupodlažní, hranolového tvaru s připojenou válcovou věží, na které je kupole s hlavním dalekohledem – 1,3m Nasmyth-Cassegrain na alt-azimutální montáži vyrobeným firmou Astelco GmbH z Německa. Kromě ní se na ploché střeše nachází další menší kupole, která je vybavena 61cm (f/4,2) fotometrickým dalekohledem typu Newton vyrobeným Jiřím Drbohlavem z Rtyně v Podkrkonoší. Dalekohled je v provozu od roku 2001 a je umístěn na paralaktické montáží Zeiss 7.